# سویتاسلاف نیکلایویچ رریخ
سویتاسلاف نیکلایویچ رریخ (به روسی:Святослáв Николáевич Рéрих) در ۲۳ اکتبر سال ۱۹۰۴ در شهر سن پترزبورگ در کشور روسیه به دنیا آمد و در ۳۰ ژانویهٔ ۱۹۹۳ در منگلور در کشور هند درگذشت. وی یک نقاش اهل کشور روسیه بود. پدرش نیکلای کنستانتینویچ رریخ نام داشت و از سنین جوانی تحت تعلیم وی قرار گرفته بود. رریخ در سال ۱۹۱۹ تحصیلات معماری اش را در انگلستان به پایان رساند و در سال ۱۹۲۰ به مدرسهٔ معماری در دانشگاه کلمبیا وارد شد. رریخ در سال ۱۹۲۶ در شهر فیلادلفیا برندهی جایزهٔ «Sesquicentennial Exposition» شد.

## زندگی‌نامه
وی سال‌های زیادی را در هندوستان زندگی کرد. نقاشی‌های وی از جواهر لعل نهرو و ایندیرا گاندی راهروی پارلمان مرکزی هند را در شهر دهلی نو مزین کرده‌اند. وی در سال ۱۹۴۵ با بازیگر هندی دویکا رانی ازدواج کرد، کسی که وی را «بانوی اول سینمای هند» می‌نامیدند. رریخ یک مزرعهٔ بزرگ در اطراف منگلور داشت که او و دویکا رانی تا پایان عمرشان در آنجا زندگی کردند.